# Крупнишка гробница
Крупнишката гробница е късноантично погребално съоръжение, разположено в местността Свети Георги, на 1,5 km северозападно от симитлийското село Крупник, България.

## Описание и особености
Гробницата е открита през 1934 година от българския археолог Александър Рашенов. Датирана е в IV век. Има изключително интересна архитектура и заедно с гробницата в Сердикийския некропол е една от двете късноантични гробници, открити в България, които имат кръстовиден план. Има една централна погребална камера с дължина 2,30 m и височина 1,75 m, около която са разположени пет правоъгълни помещения, по две от всяка страна и едно срещу входа, свързани с централното чрез отвори, широки 0,45 m и височина 0,60 m. Помещенията са били запечатани с каменни плочи. До гробницата се е слизало посредством тухлени стъпала. Стените и сводовете на помещенията са били изградени от тухли, само в градежа на основите на допълнителните помещения са използвани камъни. Подовете на помещенията са били застлани с хоросанова замазка. Вероятно гробницата подобно на Сердикийската, с която е еднаква по размери, е била семейна.
Кръстовидният план се дължи на налагането на християнството за официална религия в империята.
В гробницата са открити монети от византийския император Прокопий и следи от погребения чрез трупополагане.

## Културен контекст
Погребалното съоръжение е свързано с късноантичното селище, разположено в близост до брега на река Струма, в източната част на село Крупник и късноантичната крепост известна под името Градището, отстояща на 2,5 km от сегашното село, разположено в едноименната местност върху едно конусообразно възвишение на Крупнишката планина. Фортификационното съоръжение е охранявало подхода към Кресненския пролом.